# Guadalevín

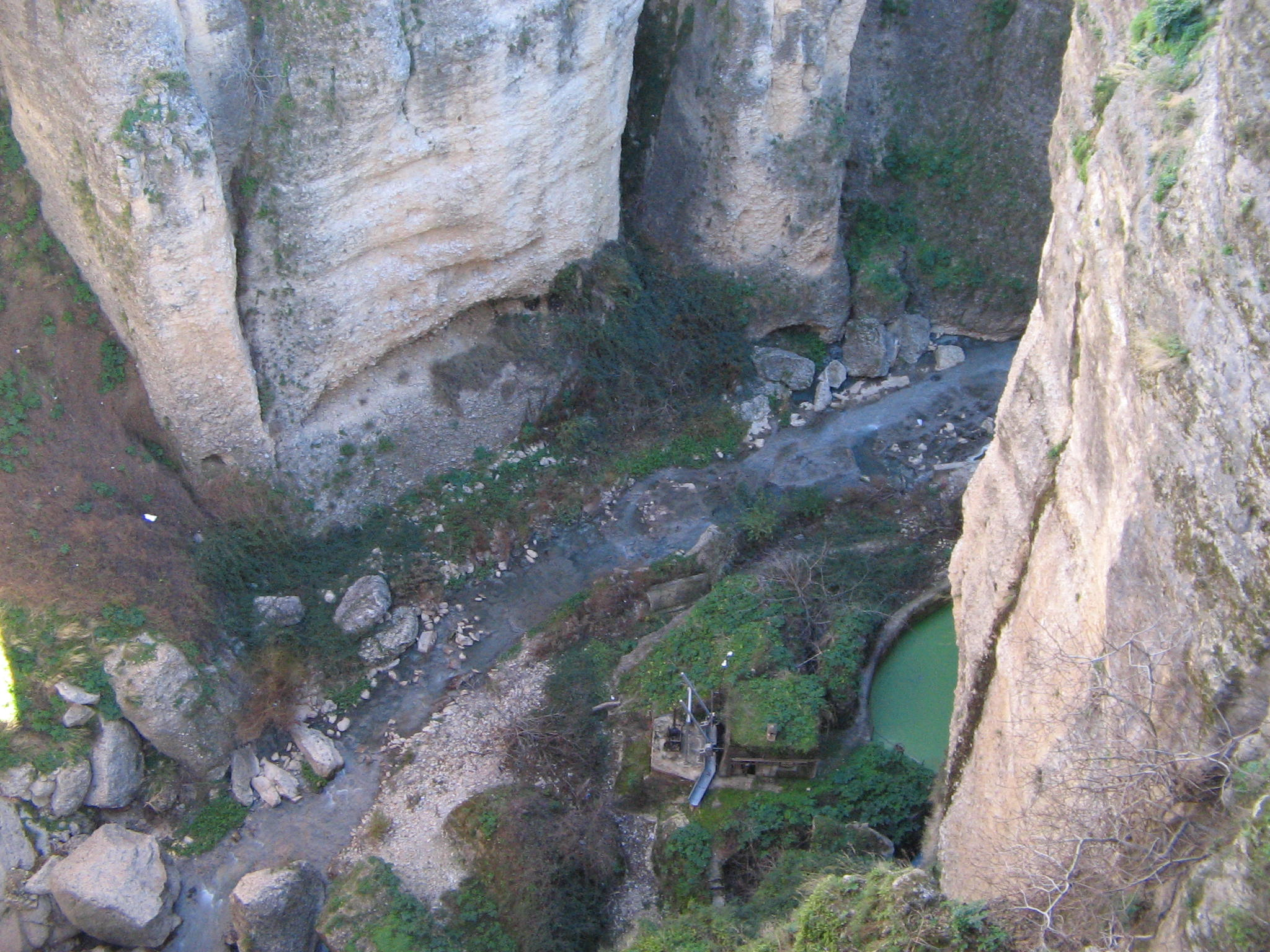
Zicht op de rivier vanaf een der bruggen

De Guadalevín is een rivier in de autonome regio Andalusië in Zuid-Spanje. Het is een zijrivier van de Guadiaro. De kloof waar de rivier deels doorheen stroomt heet de Tajo de Ronda. Deze scheidt de stad Ronda in twee delen en wordt daar overbrugd door drie bruggen: 
- Puente Nuevo, een imposante brug
- Puente Romano, een brug op Romeinse fundamenten
- Puente Viejo